# Carlos Bonorino Udaondo
Carlos Bonorino Udaondo (Buenos Aires, 4 de diciembre de 1884 - 5 de noviembre de 1951) fue un médico argentino, considerado el fundador de la Escuela Argentina de Gastroenterología.

## Biografía

### Familia
Carlos Guillermo Bonorino Udaondo fue hijo de Isabel Udaondo Peña y de Carlos Silvestre Bonorino Frías. Nieto materno de Guillermo Manuel de Udaondo Ortiz Basualdo y de Isabel Peña Zelaya. Nieto paterno de Hermenegildo Bonorino Barbachán y de Indalecia de Frías Molina. Contrajo matrimonio en 1911 en Buenos Aires con María Teresa Peró Fernández, siendo padres de Carlos José, María Teresa, María Cristina (madre del "tata" Yofre) y Luis Alejandro Bonorino Peró.

### Educación y actividad profesional
Se graduó de médico en 1908 con una tesis titulada "Contribución al estudio de los pseudo-reumatismos infecciosos". Entre sus maestros estuvieron Roberto Wernicke y Gregorio Aráoz Alfaro. Viajó a Europa estando en contacto con los especialistas más importantes de París y Berlín: Hayem, Mathieu, Roux y Boas. De regreso se dedicó de lleno a la actividad docente siendo nombrado sucesivamente Asistente, Jefe de Trabajos Prácticos y Jefe de Clínica de la Primera Cátedra de Semiología. En 1913 fue designado profesor suplente de Semiología y Clínica Propedéutica, cátedra de la que fue titular desde 1928 y que dictó hasta 1935.
En 1931 fue decano de la Facultad de Medicina de la Universidad de Buenos Aires (UBA). En 1941 se lo designó Profesor Honorario de esa casa de altos estudios.
Fue miembro Titular de la Academia Nacional de Medicina, que presidió en varios períodos. Fue profesor honorario de las universidades del Litoral y de Montevideo, de Santiago de Chile, de Sucre, Cochabamba y La Paz. Miembro Honorario de las Academias de Medicina de México, Río de Janeiro, Lima, Madrid y Roma. También fue miembro Honorario de las Sociedades de Gastroenterología de París, Bruselas, Roma, Montevideo, Río de Janeiro, San Pablo, Santiago de Chile, México, Bogotá y Cuba. En 1930 fue condecorado por el Gobierno de Francia con el grado de Caballero de la Orden de la Legión de Honor y en 1948 con el de la Santé Publique.
Figuran entre sus numerosas obras: Patología digestiva (1918), Tratado de Semiología y Clínica Propedéutica (en tres tomos, en colaboración con Gregorio Aráoz Alfaro, 1928), Tratado de Patología Intestinal (en dos tomos, 1944-1945).

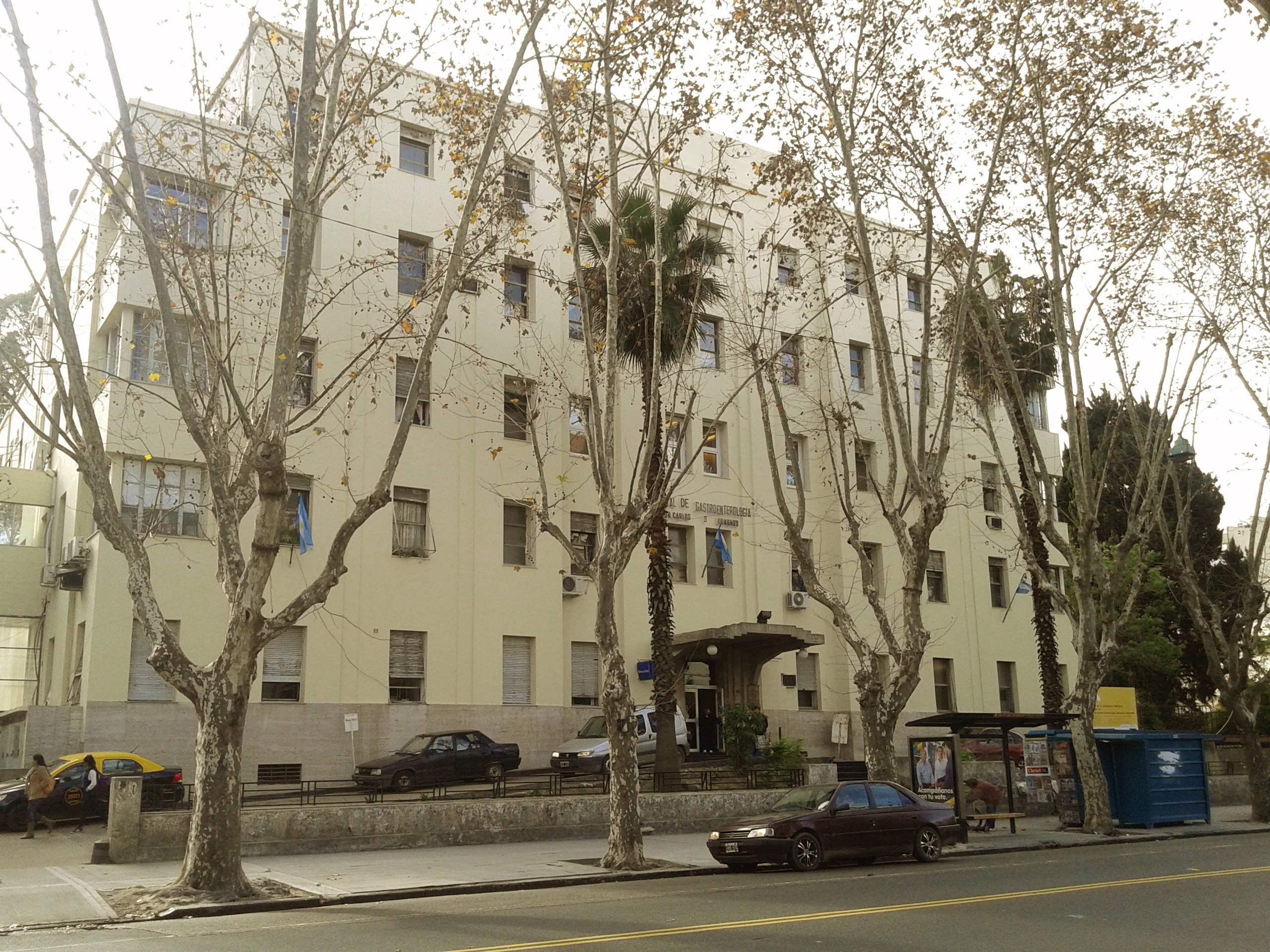
Hospital Nacional de Gastroenterología "Dr. Carlos Bonorino Udaondo", en Buenos Aires.

Debe ser considerado el fundador de la Escuela Argentina de Gastroenterología; el Hospital Nacional de la especialidad, ubicado en la ciudad de Buenos Aires, lleva su nombre.
Fue Presidente de la Asociación Médica Argentina  en el período 1926 a 1928; del Tercer Congreso Nacional de Medicina; de la Sociedad de Gastroenterología y Nutrición de Buenos Aires; de la que fue su Fundador el 10 de mayo de 1927; y de la filial argentina de la National Gastroenterological Association. Presidió la 1.ª Jornada Panamericana de Gastroenterología realizada en 1948 en Buenos Aires, así como de la 2.ª en San Pablo y Río de Janeiro (1950).
Formó parte del Consejo Directivo de la Asociación Argentina de Cultura Inglesa, del Instituto Cultural Belga-Argentino y Germano-Argentino. Sus inquietudes históricas lo hicieron formar parte de la Institución Mitre. Fue miembro Honorario de la Sociedad de Historia de la Medicina del Perú. Entre 1927 a 1934 fue director de la Prensa Médica Argentina.